# Atlantic (chanson)
Pour les articles homonymes, voir Atlantic.
 (septembre 2013).
Si vous disposez d'ouvrages ou d'articles de référence ou si vous connaissez des sites web de qualité traitant du thème abordé ici, merci de compléter l'article en donnant les références utiles à sa vérifiabilité et en les liant à la section « Notes et références ».
Singles de Keane
Bend & Break
(2005) Is It Any Wonder?
(2006)
Pistes de Under the Iron Sea
Is It Any Wonder?
Atlantic est le premier single de l'album Under the Iron Sea du groupe de rock Keane. Il est sorti le 24 avril 2006. La chanson dure 4 minutes 13 dans l'album et 6 minutes 11 dans la vidéo.

## Clip vidéo
C'est un clip en noir et blanc, réalisé par l'écrivain écossais Irvine Welsh. Il a été tourné sur une plage du Sussex. On y voit un homme barbu, moustachu et aux longs cheveux sortir de l'eau. Il est habillé de vêtements en lambeaux. Durant sa marche, il rencontre un couple roulant et attachant une feuille de papier, un appel au secours, qu'ils enferment ensuite dans une bouteille vide, avant de la lancer dans l'océan. L'homme barbu continue son chemin et croise un jeune garçon tapant dans un ballon contre la falaise, jusqu'à ce que dernier finisse à l'eau. L'enfant demande à l'homme d'aller le lui chercher mais il refuse. Le garçon lui donne des coups de pied dans les jambes. Ensuite, l'homme aperçoit une femme en maillot de bain mettant une bouée de sauvetage. Une fois dans l'eau, elle disparaît mystérieusement dans l'océan agité et ne laisse que la bouée. L'homme continue à avancer et rencontre un vieil homme utilisant un détecteur de métaux. L'homme barbu lui indique qu'il a trouvé quelque chose sur le sable. Le vieil homme se sert d'une pelle pour creuser et ils découvrent un oiseau mort. puis l'homme barbu croise deux enfants en train de construire un château de sable qu'ils détruisent après voir regardé l'homme et finissent par s'enfuir. Il voit ensuite trois adolescents jetant deux cocktails Molotov dans l'eau. Par surprise, un homme représenté sous les traits de la Grande Faucheuse pose sa main droite sur l'épaule de l'homme barbu. La Faucheuse (La Mort) et l'homme barbu continuent leur route ensemble. Le clip se termine sur un plan dans lequel on retrouve toutes les personnes présentes dans le clip, qui se tiennent par la main. La Mort se situant devant eux. Cette dernière scène est un clin d'œil à la scène finale du film suédois Le Septième Sceau (1957).